# Franz Brorsson
Franz Denniz Brorsson (Trelleborg, 30 gennaio 1996) è un calciatore svedese, difensore svincolato.

## Biografia
È figlio dell'ex difensore Jonas Brorsson e fratello maggiore dell'attaccante Freddie Brorsson.

## Carriera

### Club
Franz Brorsson è nato a Trelleborg, cittadina dell'estremo sud della Svezia in cui il padre Jonas è stato calciatore e direttore sportivo. All'età di undici anni si è trasferito insieme alla famiglia a Höllviken, giocando nelle giovanili del BK Näset. Nel 2010, quattordicenne, è approdato nel vivaio del Malmö FF insieme al fratello minore Freddie.
Il 15 novembre 2014 ha debuttato in Coppa di Svezia nella vittoria ai supplementari contro i dilettanti dell'Halmia, ma l'ingresso vero e proprio in prima squadra lo ha avuto nella stagione 2015 con la firma di un contratto.
Il 15 luglio 2015 ha giocato il preliminare di Champions League contro i lituani dello Žalgiris quando ancora non aveva mai disputato alcuna partita di campionato. L'esordio in Allsvenskan, infatti, si è concretizzato circa un mese dopo, in occasione dell'1-1 sul campo dell'Örebro. Il 25 novembre dello stesso anno Brorsson ha giocato la sua prima partita della fase a gironi di Champions League, venendo utilizzato per tutti i 90 minuti contro il Paris Saint-Germain di Zlatan Ibrahimović, nativo proprio di Malmö (0-5 il risultato finale).
Dopo le 8 presenze collezionate nel corso dell'Allsvenskan 2015, ne ha collezionate altre 18 (di cui 16 da titolare) durante l'edizione 2016. Il 10 marzo 2017 ha rinnovato il proprio contratto con il Malmö FF fino alla fine della stagione 2020. Nel gennaio 2020, reduce da un campionato in cui ha collezionato solo 9 presenze nonostante nelle due precedenti stagioni avesse giocato spesso da titolare, Brorsson ha rinnovato con il Malmö fino al 2021 ma allo stesso tempo è stato girato in prestito ai danesi dell'Esbjerg. Nel luglio del 2020 è stato richiamato al Malmö complici anche i problemi fisici dei difensori Rasmus Bengtsson e Lasse Nielsen. Ha conquistato insieme alla squadra sia il titolo nazionale del 2020 che del 2021, poi ha lasciato ufficialmente il club il 31 dicembre 2021 alla scadenza del contratto.
Nel gennaio del 2022 è diventato ufficialmente un giocatore dell'Arīs Limassol, squadra cipriota.

### Nazionale
Brorsson ha avuto modo di vestire la maglia delle principali nazionali svedesi giovanili. L'8 gennaio 2017 ha debuttato con la nazionale maggiore in un'amichevole persa contro la Costa d'Avorio ad Abu Dhabi, in una tournée invernale in cui il CT svedese aveva convocato solo giocatori militanti nei campionati scandinavi (fermi a gennaio).

## Palmarès

### Club

#### Competizioni nazionali
- Campionato svedese: 4

Malmö FF: 2016, 2017, 2020, 2021
- Campionato cipriota: 1

Arīs Limassol: 2022-2023
- Supercoppa di Cipro: 1

Arīs Limassol: 2023